# Nowogród (Lublin)
Pour les articles homonymes, voir Nowogród (homonymie).
Nowogród (prononciation : [nɔˈvɔɡrut]) est un village polonais de la gmina de Łęczna dans le powiat de Łęczna de la voïvodie de Lublin dans l'est de la Pologne.
Il se situe à environ 5 kilomètres à l'ouest de Łęczna (siège de la gmina et du powiat) et 19 kilomètres au nord-est de Lublin (capitale de la voïvodie).

## Histoire
De 1975 à 1998, le village est attaché administrativement à l'ancienne Voïvodie de Lublin.

Depuis 1999, il fait partie de la nouvelle voïvodie de Lublin.